# Mit Land I Europa
|  | Denne artikel er oprettet af botten PalnaBot ud fra en ekstern database. Den kan derfor have sproglige fejl eller mangler. Denne skabelon kan fjernes efter kontrol af indholdet. |

Mit Land I Europa er en film instrueret af Malene Vilstrup.

## Handling
En præsentation af Danmark for de øvrige europæiske lande, lavet af børn til et europæisk tegnefilmprojekt organiseret af ASIFA. Vi ser Danmark sammen med en dreng en ganske almindelig pjækkedag: Ud af byen, gennem landet og hjem til byens rå natteliv og sidst familiens hygge. Danske deltagere: Annette Farkas, Ivan Garrido, Cecilie Gravesen, Mia Mønster-Swendsen, Jasia Nielsen og Paw Terndrup.